# Homolotropus metallicus
Homolotropus metallicus är en skalbaggsart som beskrevs av Britton 1970. Homolotropus metallicus ingår i släktet Homolotropus och familjen Melolonthidae. Inga underarter finns listade i Catalogue of Life.